# Hexatoma arrogans
Hexatoma arrogans là một loài ruồi trong họ Limoniidae. Chúng phân bố ở miền Cổ bắc.